# Катунь (Алтайский край)
Катунь — посёлок в Алтайском районе Алтайского края России. Входит в состав Айского сельсовета.

## География
Посёлок находится в юго-восточной части Алтайского края, на левом берегу реки Катунь, на расстоянии примерно 36 км (по прямой) к востоку от посёлка Алтайское, административного центра района. Абсолютная высота — 241 м над уровнем моря.

### Климат
Климат умеренно континентальный с теплым летом и умеренно морозной снежной зимой. Средняя температура января −16,8 ºС, июля — + 19,2 ºС. Годовое количество осадков — 937 мм.

## История
Образован в 1981 году.

## Население
| 1997 | 1998 | 1999 | 2000 | 2001 | 2002 | 2003 |
| ---- | ---- | ---- | ---- | ---- | ---- | ---- |
| 306  | ↘268 | ↗471 | ↘242 | ↘240 | ↗276 | ↗290 |
| 2004 | 2005 | 2006 | 2007 | 2008 | 2009 | 2010 |
| ↘276 | ↘274 | ↘270 | ↗291 | ↗292 | ↗354 | ↘269 |
| 2011 | 2012 | 2013 |      |      |      |      |
| ↗270 | →270 | ↗272 |      |      |      |      |

### Национальный состав
Согласно результатам переписи 2002 года, в национальной структуре населения русские составляли 97 %.

## Улицы
| - ул. Катунская, - ул. Ключевая, - ул. Набережная, - ул. Нагорная, \| valign="top" \| - ул. Новая, - ул. Озёрная, - ул. Пучина, - ул. Сибирская, \| valign="top" \| - ул. Советская, - ул. Социалистическая, - ул. Центральная. |

## Инфраструктура
В посёлке функционирует фельдшерско-акушерский пункт.